# Ruta D095 (Paraguay)
La Ruta Departamental 095, abreviado D095, también conocido como la Ruta Presidente Eligio Ayala, es una carretera de Paraguay que une el Mayor Hilario Amarilla (Cruce 65) (Desvío a Carmelo Peralta) (Ruta PY15) con Bahía Negra (Ruta PY14). Su extensión es de 191 kilómetros, y está ubicada en el Departamento de Alto Paraguay.
Es una carretera muy importante en esta región, ya que conecta las localidades del norte del Chaco paraguayo con la ruta PY15 "Bioceánica" y el resto del país.
En la actualidad la ruta es enteramente de tierra, pero existen planes para asfaltarla en el futuro por parte del gobierno paraguayo.
Es conocida como la Ruta del Pantanal porque a través de ella se pueden llegar a distintas localidades ribereñas para conocer el Pantanal Chaqueño, el cual es el pantano más grande del mundo (compartido entre Paraguay, Bolivia y Brasil).

## Localidades
Las localidades más importantes por donde pasa esta ruta son:
| Kilómetro | Localidad                                                    | Departamento  | Empalme |
| --------- | ------------------------------------------------------------ | ------------- | ------- |
| 0         | Mayor Hilario Amarilla (Cruce 65) (Desvío a Carmelo Peralta) | Alto Paraguay | PY15    |
| 50        | Desvío a Puerto Guaraní                                      | Alto Paraguay |         |
| 75        | Toro Pampa (Desvío a Fuerte Olimpo)                          | Alto Paraguay | D096    |
| 102       | San Carlos                                                   | Alto Paraguay |         |
| 118       | María Auxiliadora                                            | Alto Paraguay |         |
| 191       | Bahía Negra                                                  | Alto Paraguay | PY14    |

## Largo
| Departamento  | km  |  |  |
|               |     |  |  |
| Alto Paraguay | 191 |  |  |
| Total         | 191 |  |  |